# Puig del Falcó
Puig del Falcó är en kulle i Spanien.   Den ligger i provinsen Província de Girona och regionen Katalonien, i den östra delen av landet, 600 km öster om huvudstaden Madrid. Toppen på Puig del Falcó är 378 meter över havet, eller 110 meter över den omgivande terrängen. Bredden vid basen är 1,7 km.
Terrängen runt Puig del Falcó är huvudsakligen kuperad, men åt nordost är den platt. Havet är nära Puig del Falcó österut.  Närmaste större samhälle är Roses, 17,4 km söder om Puig del Falcó. 